# اسکات اوستاس
اسکات اوستاس (انگلیسی: Scott Eustace؛ زادهٔ ۱۳ ژوئن ۱۹۷۵) بازیکن فوتبال اهل بریتانیا است.
از باشگاه‌هایی که در آن بازی کرده‌است می‌توان به باشگاه فوتبال منزفیلد تاون، باشگاه فوتبال کمبریج یونایتد، باشگاه فوتبال لینکولن سیتی، باشگاه فوتبال چسترفیلد، باشگاه فوتبال استیونج، و باشگاه فوتبال لستر سیتی اشاره کرد.